# 相撲界
相撲界（すもうかい）は、相撲に関する社会領域。角界（かくかい、かっかい）ともいう。
狭義には、現在大相撲を興行している日本相撲協会の体制を指す。日本相撲協会は文部科学省所管の財団法人で、その評議員である年寄、その年寄が育成する力士・力士養成員、各部屋に所属する行司や呼出、床山、若者頭、世話人を含む。身内の者以外を「余方（よかた）」という場合もある。
広義には、狭義の角界に、相撲茶屋、好角家（相撲愛好家）、総体としての一般相撲ファン、大相撲や国技館に関連した事業にある者などで構成される、ひとつのコミュニティーを指す。